# Pfarrhof (Hakenstedt)

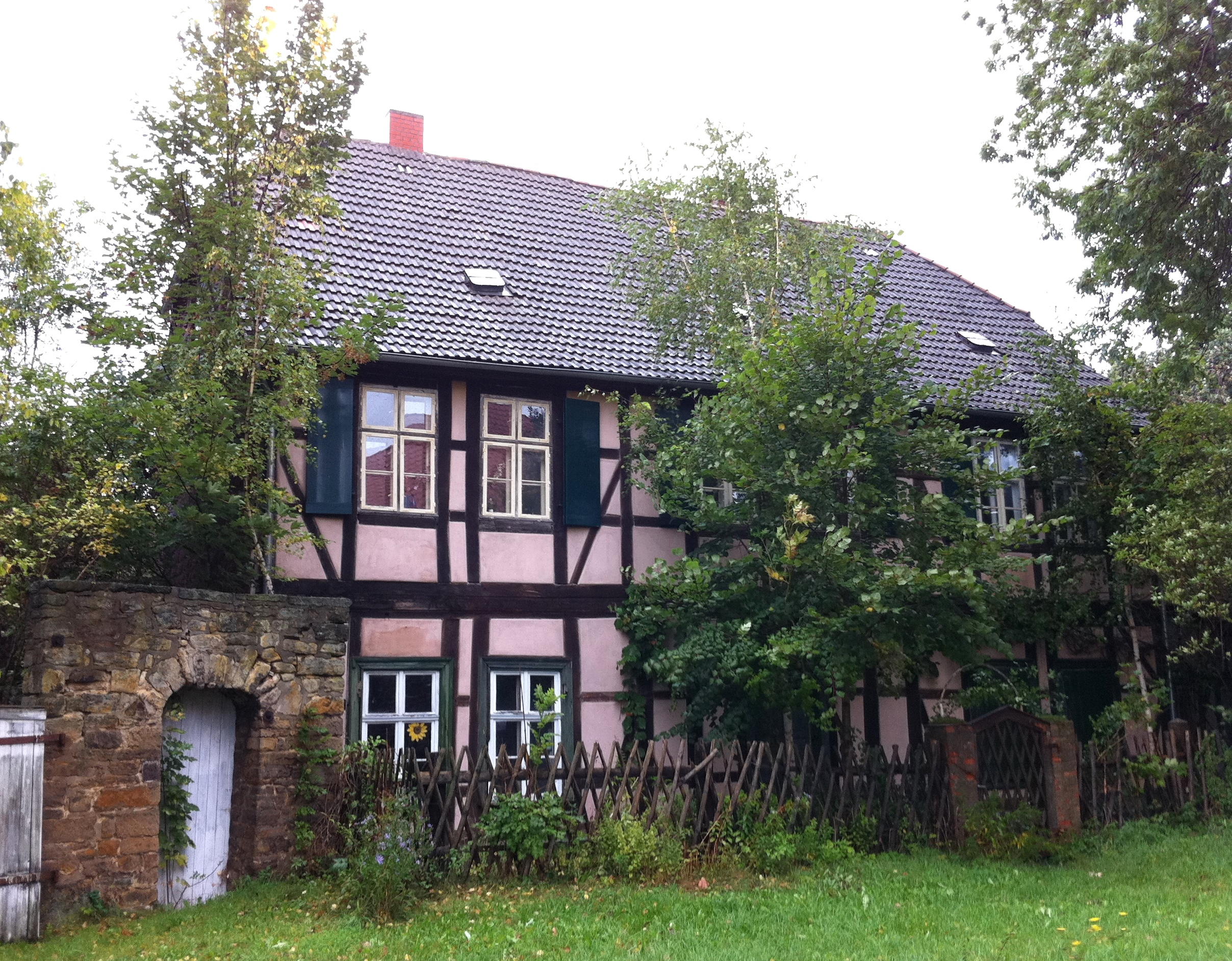
Pfarrhof Hakenstedt

Der Pfarrhof Hakenstedt ist ein denkmalgeschützter Pfarrhof in Hakenstedt in Sachsen-Anhalt.

## Lage
Die Anlage befindet sich an der Adresse Witwengang 11 direkt gegenüber der südlich gelegenen evangelischen Sankt-Marien-Kirche.

## Architektur und Geschichte
Das mit der Traufseite zur Straße stehende zweigeschossige Wohngebäude entstand im 17. Jahrhundert in Fachwerkbauweise. Im 18. Jahrhundert wurde es aufgestockt, leichte Veränderungen bei Fenstern und Türen erfolgten im 19. Jahrhundert. Das Fachwerk ist einfach, an den Gebäudeecken kommt die Form des Halben Manns vor. Stockschwelle und Traufgesims weisen Profilierungen auf. Bedeckt ist das Haus mit einem Krüppelwalmdach.
Zum Hof gehört auch ein Stall- und Scheunengebäude aus dem 18./19. Jahrhundert. Die Gebäude sind von einem großen Garten umgeben, auf das Grundstück führt eine historische Toranlage.
Die Gesamtanlage wird als im Zusammenhang mit der Kirche von hohem kunst- und kulturgeschichtlichem Rang, das Wohnhaus als architektonisch qualitätvoll beschrieben.